# Vie (rzeka we Francji)
Vie – rzeka we Francji, przepływająca przez teren departamentu Orne, o długości 66,9 km. Stanowi dopływ rzeki Dives.